# Lucas Rey
Lucas Rey (Buenos Aires, 11 de outubro de 1982) é um jogador de hoquei sobre grama argentino, campeão olímpico

## Carreira
Lucas Rey integrou o elenco da Seleção Argentina de Hóquei Sobre Grama, nas Olimpíadas de 2004, 2012 e 2016. No Rio 2016 sagrou-se campeão olímpico.